# بولبرگ
بولبرگ (به آلمانی: Bollberg) یک شهر در آلمان است که در تورینگن واقع شده‌است. بولبرگ ۲۹۷ نفر جمعیت دارد.